# Kazimieras Motieka
Kazimieras Motieka (n. 12 noiembrie 1929, Kaunas, Lituania – d. 31 august 2021, Vilnius, Lituania) a fost un politician și avocat lituanian. În 1990 a fost printre cei care au semnat Actul de reînființare a statului Lituania.
A studiat dreptul în studiile postuniversitare la Facultatea de Drept a Universității din Vilnius. Motieka a fost avocat la firma de avocatură Motieka și Audzevičius.